# أنطونيو بيرغوس
أنطونيو بيرغوس (بالإسبانية: Antonio Burgos)‏ هو صحفي وكاتب إسباني، ولد في 30 مايو 1943 في إشبيلية في إسبانيا.

## وصلات خارجية
- أنطونيو بيرغوس على موقع IMDb (الإنجليزية)
- أنطونيو بيرغوس على موقع ديسكوغز (الإنجليزية)